# 1381
Năm 1381 là một năm trong lịch Julius.